# Jake Kumerow
(en) Statistiques sur pro-football-reference
Jake Kumerow, né le 17 février 1992 à Bartlett, est un joueur professionnel américain de football américain. Il joue au poste de wide receiver pour les Bills de Buffalo en National Football League (NFL) depuis 2021. Il a précédemment joué pour les Packers de Green Bay notamment.

## Biographie

### Carrière universitaire
Jake Kumerow commence sa carrière universitaire avec Illinois Fighting Illini football (en). Il compte 3 réceptions pour 15 yards. Il est ensuite transféré en Division III (NCAA), dans le Wisconsin et rejoint Wisconsin–Whitewater Warhawks (en). Il finit sa carrière universitaire avec 158 réceptions, 2648 yards et 36 touchdowns pour les Warhawks.

### Carrière professionnelle
| Taille               | Poids          | 40 yards | 10 yards | 20 yards | 20-yard shuttle | 3-cone drill | Dét. vert.    | Dét. long.         | Dév. couché |
| -------------------- | -------------- | -------- | -------- | -------- | --------------- | ------------ | ------------- | ------------------ | ----------- |
| 1,93 m (6 ft 6,4 in) | 95 kg (209 lb) | 4,54 s   | 1,62 s   | 2,6 s    | 4,26 s          | 6,9 s        | 79 cm (31 in) | 2,87 m (9 ft 5 in) | 15 rép.     |

#### Bengals de Cincinnati (2015-2017)
Jake Kumerow n'est pas sélectionné par une franchise de la National Football League (NFL) lors de la draft 2015. Le 8 mai 2015, il signe comme agent libre avec les Bengals de Cincinnati. Il est ensuite libéré le 5 septembre 2015 lors de la réduction de l'effectif à 53 joueurs. Le lendemain, il intègre l'équipe d'entraînement (Practice squad) des Bengals, où il passe toute sa première saison,.
La saison suivante, il fait également partie de l'équipe d'entraînement des Bengals, avant d'être promu dans l'équipe première le 27 décembre 2016,,.
Il ne pourra finalement pas jouer à cause d'une blessure à la cheville et sera libéré en septembre 2017.
Il ne jouera donc aucun match avec les Bengals de Cincinnati.

#### Patriots de la Nouvelle-Angleterre (2017)
Le 26 octobre 2017, il signe avec les Patriots de la Nouvelle-Angleterre et intègre leur équipe d'entraînement.

#### Packers de Green Bay (2017-2019)

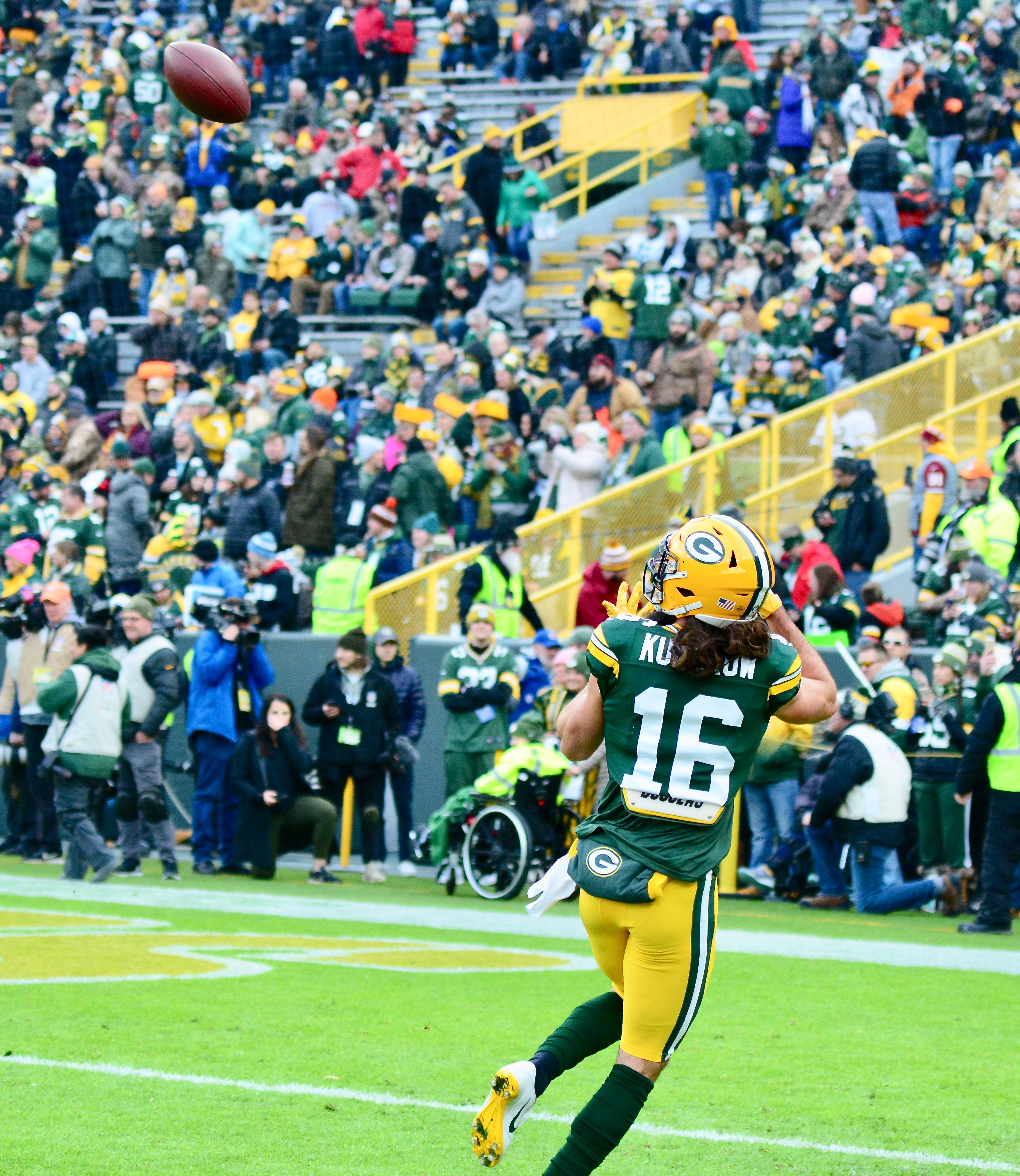
Jake Kumerow avec les Packers en 2019

Le 26 décembre 2017, Jake Kumerow signe avec les Packers de Green Bay et intègre leur équipe d'entraînement. Un an plus tard, en décembre 2018, Jake Kumerow fait ses débuts en NFL, lors de la treizième semaine, face aux Cardinals de l'Arizona. À cette occasion, il réalise également la première réception de sa carrière, de 11 yards lancée par Aaron Rodgers. Quelques semaines plus tard, il inscrit son premier touchdown, après une réception de 49 yards, face aux Jets de New-York au MetLife Stadium. 
La saison suivante, Jake Kumerow est conservé par les Packers et réalisera au total douze réception pour 219 yards et un touchdown. 
Pour la saison 2020, il est libéré par les Packers, n'ayant pas fait partie des 53 joueurs de l'effectif. Le fait que Kumerow n'ait pas été conservé a provoqué la colère d'Aaron  Rodgers, le quaterback des Packers qui avait développé une relation spéciale avec Kumerow et qui comptait sur lui pour la saison qui arrivait. 
Jake Kumerow était très apprécié par les supporters des Packers qui l'avaient d'ailleurs surnommé « Touchdown Jesus » en référence à sa barbe et ses cheveux longs qui rappelaient Jésus. 

#### Bills de Buffalo (2020)
Le 8 septembre 2020, il rejoint les Bills de Buffalo et intègre leur équipe d'entraînement. Il intègre l'équipe active le 7, 14 et 28 novembre 2020 pour les matchs des semaines 9, 10 et 12 contre les Seahawks de Seattle, les Cardinals de l'Arizona et les Chargers de Los Angeles, avant de retourner avec l'équipe d'entraînement après chaque semaine. Il est de nouveau promu en équipe première le 2 décembre 2020 pour jouer le match de la quinzième semaine face aux Broncos de Denver. Lors de ce match, il inscrit un touchdown après une réception de 22 yards à la suite d'une passe de Josh Allen.
Il est ensuite libéré le 24 décembre 2020 après le retour de John Brown qui était jusqu'alors blessé à la cheville.

#### Saints de la Nouvelle-Orléans (2020)
Le 25 décembre 2020, il rejoint les Saints de la Nouvelle-Orléans, avant d'être libéré quelques semaines plus tard.

#### Bills de Buffalo (depuis 2021)

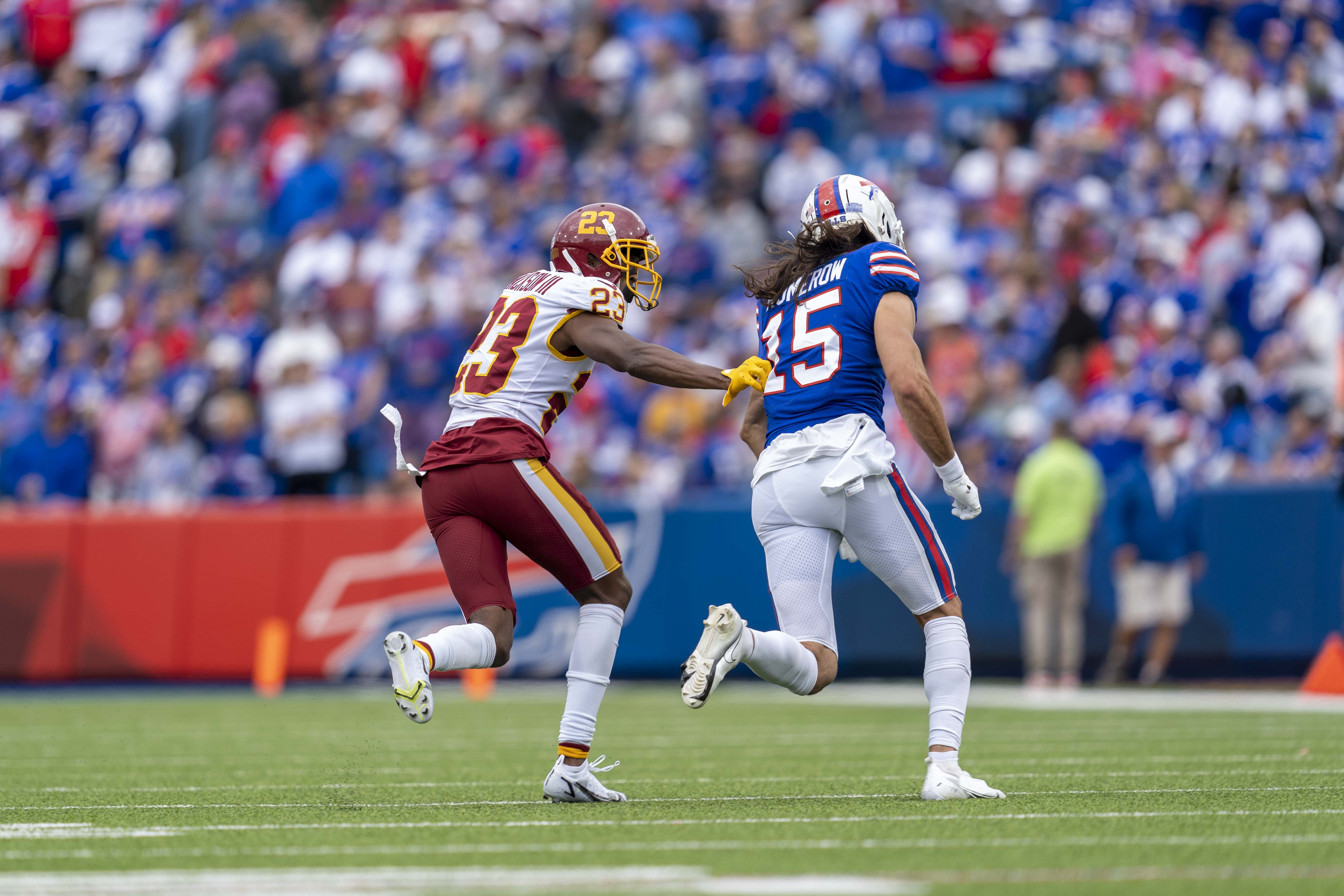
Jake Kumerow en 2021 avec les Bills contre Washington

En janvier 2021, Jake Kumerow retourne à Buffalo et signe un contrat avec les Bills.  Lors de la présaison 2021, le quaterback Josh Allen s'amusait à dire que Kumerow était son meilleur receveur car sa seule réception avec les Bills était un touchdown.
Lors de la saison 2021, il participe à 15 matchs et compte deux réceptions pour 28 yards.
En mars 2022, il renouvelle son contrat d'une année supplémentaire avec les Bills.

## Famille
Jake Kumerow est le fils de l'ancien linebacker des Dolphins de Miami, Eric Kumerow (en). Il est aussi le neveu de l'ancien defensive end des Dolphins de Miami, John Bosa (en) et cousin des frères Joey et Nick Bosa. 

## Statistiques
| Année              | Équipe               | MJ                 |     | Passes réceptionnées | Passes réceptionnées | Passes réceptionnées | Passes réceptionnées |       | Courses | Courses | Courses | Courses |
| Année              | Équipe               | MJ                 | Nb. | Yards                | Moy.                 | TD                   | Nb.                  | Yards | Moy.    | TD      |         |         |
| 2018               | Packers de Green Bay | 5                  | 8   | 103                  | 12,9                 | 1                    | -                    | -     | -       | -       |         |         |
| 2019               | Packers de Green Bay | 14                 | 12  | 219                  | 18,2                 | 1                    | -                    | -     | -       | -       |         |         |
| 2020               | Bills de Buffalo     | 6                  | 1   | 22                   | 22                   | 1                    | -                    | -     | -       | -       |         |         |
| 2021               | Bills de Buffalo     | 15                 | 2   | 28                   | 14                   | 0                    | -                    | -     | -       | -       |         |         |
| Totaux en carrière | Totaux en carrière   | Totaux en carrière | 23  | 372                  | 16,8                 | 3                    | -                    | -     | -       | -       |         |         |